# Hubert Hahne
Hubert Hahne, nemški dirkač Formule 1, *28. marec 1935, Moers, Nemčija, † 24. april 2019, Düsseldorf, Nemčija.
Debitiral je na domači dirki za Veliko nagrado Nemčije v sezoni 1967, kjer je odstopil. V svoji karieri je nastopil le še na dveh domačih dirkah, Veliki nagradi Nemčije v sezoni 1968, kjer je zasedel deseto mesto, in Veliki nagradi Nemčije v sezoni 1970, kjer se mu ni uspelo kvalificirati na dirko.

## Popolni rezultati Formule 1
(legenda) (odebeljene dirke pomenijo najboljši štartni položaj, poševne pa najhitrejši krog, †-uvrščen kljub odstopu)
| Leto | Moštvo                      | Šasija         | Motor                    | 1   | 2   | 3   | 4   | 5   | 6     | 7       | 8       | 9   | 10  | 11  | 12  | 13  | Prv | Toč |
| ---- | --------------------------- | -------------- | ------------------------ | --- | --- | --- | --- | --- | ----- | ------- | ------- | --- | --- | --- | --- | --- | --- | --- |
| 1966 | Tyrrell Racing Organisation | Matra MS5 (F2) | BRM P80 1.0 L4           | MON | BEL | FRA | VB  | NIZ | NEM 9 | ITA     | ZDA     | MEH |     |     |     |     | -   | 0   |
| 1967 | Bayerische Motoren Werke AG | Lola T100      | BMW M10 2.0 L4           | JAR | MON | NIZ | BEL | FRA | VB    | NEM Ret | KAN     | ITA | ZDA | MEH |     |     | -   | 0   |
| 1968 | Bayerische Motoren Werke AG | Lola T102      | BMW M12/1 1.6 L4         | JAR | ŠPA | MON | BEL | NIZ | FRA   | VB      | NEM 10  | ITA | KAN | ZDA | MEH |     | -   | 0   |
| 1969 | Bayerische Motoren Werke AG | BMW 269 (F2)   | BMW M12/1 1.6 L4         | JAR | ŠPA | MON | NIZ | FRA | VB    | NEM DNS | ITA     | KAN | ZDA | MEH |     |     | -   | 0   |
| 1970 | Hubert Hahne                | March 701      | Ford Cosworth DFV 3.0 V8 | JAR | ŠPA | MON | BEL | NIZ | FRA   | VB      | NEM DNQ | AVT | ITA | KAN | ZDA | MEH | -   | 0   |